# Robert A. Harper
Robert Almer Harper (* 21. Januar 1862 in Le Claire, Iowa; † 12. Mai 1946 in Bedford, Virginia) war ein US-amerikanischer Botaniker am Lake Forest College (in Lake Forest, Illinois), an der University of Wisconsin, Madison und an der Columbia University. Sein botanisches Kürzel lautet R.A.Harper.
Harper erwarb 1886 am Oberlin College einen Bachelor und 1891 ebendort einen Master. Er erhielt direkt im Anschluss am Lake Forest College eine Professur für Botanik, die er für Studien bei Oscar Brefeld an der Universität Münster und bei Eduard Strasburger an der Universität Bonn unterbrach, wo er 1896 einen Dr. phil. erwarb. 1898 wurde Harper Professor an der University of Wisconsin, 1911 an der Columbia University. In New York engagierte er sich in der wissenschaftlichen Leitung des New York Botanical Garden, dem er auch kurz vor seinem Tod seine Sammlung von 15.000 botanischen Drucken vermachte.
Robert A. Harper identifizierte Einzelheiten in der Fortpflanzung und Entwicklung der Sporen bei Schlauchpilzen (siehe Schlauchpilze#Ablauf der sexuellen Sporenbildung). Er konnte wichtige Erkenntnisse zur Sporenbildung beim Echten Mehltau gewinnen. Er erkannte, dass die zytoplasmatische Teilung, die zu acht gleichartigen Sporen führt, vom Zellkern ausgeht. Er befasste sich außerdem mit Phytopathologie und der Entwicklung von Strukturmerkmalen von Pilzen.
1906 wurde Harper als Fellow in die American Association for the Advancement of Science gewählt, 1909 als Mitglied in die American Philosophical Society, 1911 sowohl in die National Academy of Sciences als auch in die American Academy of Arts and Sciences, sowie 1933 in die Leopoldina. 1916 war er Präsident der Botanical Society of America. Harper hielt Ehrendoktorate der Columbia University und der University of Pennsylvania.
Robert Almer Harper war seit 1899 mit Alice Jean McQueen verheiratet, die 1909 starb. 1918 heiratete er Helen Sherman. Aus seiner zweiten Ehe stammte ein Sohn.

## Schriften (Auswahl)
- Ueber das Verhalten der Kerne bei der Fruchtentwickelung einiger Ascomyceten. In: Jahrbücher für wissenschaftliche Botanik. Band 29, 1896, ISSN 0368-136X, S. 656–686, (Zugleich: Bonn, Universität, Dissertation, vom 15. Juli 1896).
- Cell-division in Sporangia and Asci. In: Annals of Botany. Band 13, Nr. 4 = Nr. 52, 1899, S. 467–525, doi:10.1093/oxfordjournals.aob.a088746.
- Nuclear Phenomena in Certain Stages in the Development of the Smuts. In: Transactions of the Wisconsin Academy of Sciences, Arts and Letters. Band 12, Nr. 2, 1899, ISSN 0084-0505, S. 475–498, (Digitalisat).
- Sexual Reproduction and the Organization of the Nucleus in Certain Mildews (= Carnegie Institution of Washington. Publication. 37, ISSN 0099-4936). Carnegie Institution, Washington DC 1905, (Digitalisat).
- The Organization of Certain Coenobic Plants. In: Bulletin of the University of Wisconsin. Nr. 207 = Bulletin of the University of Wisconsin. Science Series. Band 3, Nr. 7, 1908, ZDB-ID 346536-6, S. 279–334.